# Straßenradsport-Weltmeisterschaften 1964

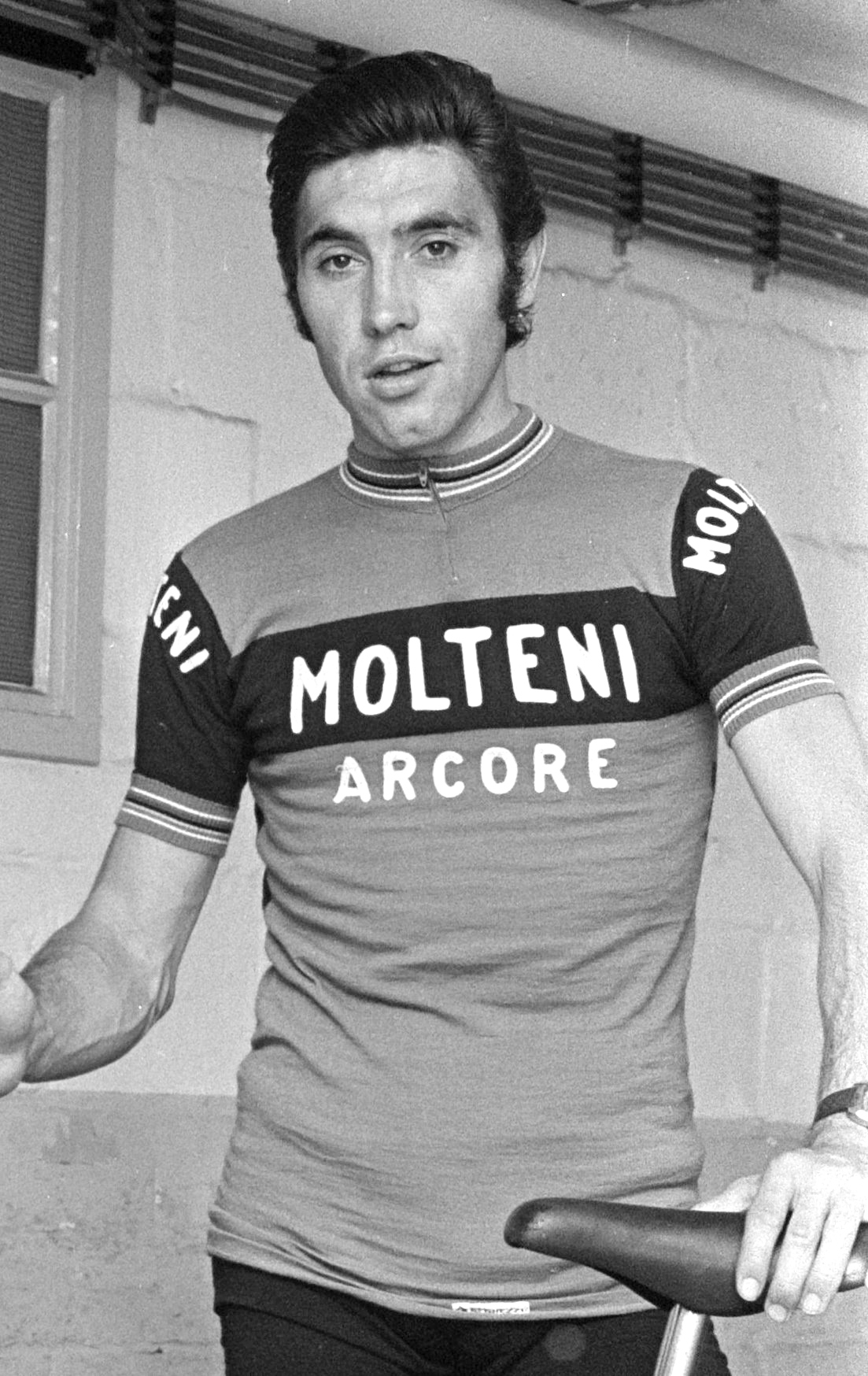
In Sallanches holte Eddy Merckx (hier 1973) seinen ersten WM-Titel.

Die Straßenradsport-Weltmeisterschaften 1964 fanden vom 3. bis 6. September in Sallanches und Albertville in den französischen Alpen statt.

## Renngeschehen
Die Rennen gingen über einen Rundkurs von elf Kilometern und beinhaltete eine Steigung von 2900 Metern, fünf Kilometer konnten „als flach bezeichnet werden“. Während am Donnerstag, als das Mannschaftszeitfahren ausgetragen wurde, noch Sonnenschein geherrscht hatte, waren die weiteren Wettkampftage von Kälte und Regen bestimmt. Zum ersten Mal wurden die Weltmeisterschaften im Fernsehen übertragen.

### Berufsfahrer
Bei den Profis, die 290 Kilometer zu fahren hatten, gingen 62 Fahrer an den Start, von denen 40 im Ziel ankamen. Das Rennen war von zahlreichen Attacken gekennzeichnet, unter anderem durch den Franzosen Henry Anglade. Er fiel jedoch später ins Hauptfeld zurück und stattdessen bildete sich eine siebenköpfige Ausreißergruppe, die schließlich mit 38 Sekunden Vorsprung das Ziel erreichte. Den Spurt gewann der 24-jährige Niederländer Jan Janssen, der für seinen Sieg ein Durchschnittstempo von 38,1 km/h benötigte. Die deutschen Fahrer hatten die Spitzengruppe verpasst, und so wurde Horst Oldenburg als bester Deutscher nur Zwölfter. Außerdem konnten sich Hans Junkermann (15.) und Rudi Altig (18.) platzieren, während fünf weitere deutsche Fahrer (Willi Altig, Günter Tüller, Sigi Renz, Karl-Heinz Kunde und Winfried Bölke) vorzeitig ausschieden.

### Amateure
Fahrer aus der DDR konnten wie in den beiden letzten Jahren an den Weltmeisterschaften nicht teilnehmen, da ihnen erneut die Einreisevisa verweigert worden waren.
Für die Teilnehmer war diese WM auch der letzte Test vor den im Oktober folgenden Olympischen Spielen in Tokio (Frauenrennen waren noch nicht olympisch).
Im Einzelstraßenrennen der Männer über 185,6 Kilometer siegte mit 39,9 km/h ein junger, aufstrebender Rennfahrer aus Belgien namens Eddy Merckx. Er bestritt die letzten fünf Kilometer in einer Alleinfahrt und kam im Ziel mit einem Vorsprung von 27 Sekunden an. Für einen belgischen Doppelsieg sorgte sein Landsmann Willy Planckaert, der den Spurt aus der Verfolgergruppe heraus gewann. Die beiden Deutschen Bernd Riemann (13.) und Wilfried Peffgen (14.) kamen mit der Verfolgergruppe ins Ziel und erhielten die gleiche Zeit wie Planckaert.
Das 100-km-Mannschaftszeitfahren wurde auf einem Rundkurs ausgehend von Albertville ausgetragen. Mit einem Durchschnittstempo von 47,2 km/h gewann das italienische Team, mit fast 4 Minuten Vorsprung über den nächsten Konkurrenten.
Bei den Frauen, die 66 Kilometer zu bewältigen hatten, gab es einen sowjetischen Doppelerfolg durch Emīlija Sonka vor Galina Judina. Die gleiche Zeit wie diese zwei hatten noch vier Fahrerinnen, eine von denen auch aus der Sowjetunion.

## Ergebnisse
| Platz | Athlet              | Land | Zeit            |
| ----- | ------------------- | ---- | --------------- |
| 1     | Jan Janssen         | NED  | 7:35:52 h       |
| 2     | Vittorio Adorni     | ITA  | gl. Zeit        |
| 3     | Raymond Poulidor    | FRA  | gl. Zeit        |
| 4     | Tom Simpson         | GBR  | alle + 0:06 min |
| 5     | Italo Zilioli       | ITA  | alle + 0:06 min |
| 6     | Jo de Haan          | NED  | alle + 0:06 min |
| 7     | Jacques Anquetil    | FRA  | alle + 0:06 min |
| 8     | Fernando Manzaneque | ESP  | alle + 0:38 min |
| 9     | Jean Stablinski     | FRA  | alle + 0:38 min |
| 10    | Franco Cribiori     | ITA  | alle + 0:38 min |
| 11    | Benoni Beheyt       | BEL  | alle + 0:38 min |
| 12    | Horst Oldenburg     | GER  | alle + 0:38 min |
| 13    | Michael Wright      | GBR  | alle + 0:38 min |
| 14    | Adriano Durante     | ITA  | alle + 0:38 min |
| 15    | Hans Junkermann     | GER  | alle + 0:38 min |
| 16    | Luis Otaño          | ESP  | alle + 0:38 min |
| 17    | Peter Post          | NED  | alle + 0:38 min |
| 18    | Rudi Altig          | GER  | alle + 0:38 min |
| 19    | Seamus Elliott      | IRL  | alle + 0:38 min |
| 20    | Gilbert Desmet I    | BEL  | alle + 0:38 min |
| 21    | Willy Bocklant      | BEL  | alle + 0:38 min |
| 22    | Francisco Gabica    | ESP  | alle + 0:38 min |
| 23    | Bruno Mealli        | ITA  | alle + 0:38 min |
| 24    | Rolf Maurer         | SUI  | alle + 0:38 min |
| 25    | Georges Groussard   | FRA  | alle + 0:38 min |
| 0 …   |                     |      |                 |
| 40    | Julio Jiménez       | ESP  | + 6:08          |

| Platz | Athlet              | Land | Zeit            |
| ----- | ------------------- | ---- | --------------- |
| 1     | Eddy Merckx         | BEL  | 4:39:10 h       |
| 2     | Willy Planckaert    | BEL  | + 0:27 min      |
| 3     | Gösta Pettersson    | SWE  | + 0:27 min      |
| 4     | Francis Bazire      | FRA  | alle + 0:27 min |
| 5     | Christian Raymond   | FRA  | alle + 0:27 min |
| 6     | Lucien Aimar        | FRA  | alle + 0:27 min |
| 7     | Alexei Petrow       | URS  | alle + 0:27 min |
| 8     | Harry Steevens      | NED  | alle + 0:27 min |
| 9     | Jos van der Vleuten | NED  | alle + 0:27 min |
| 10    | Mario Zanin         | ITA  | alle + 0:27 min |
| 11    | Luciano Armani      | ITA  | alle + 0:27 min |
| 12    | Jan Kudra           | POL  | alle + 0:27 min |
| 13    | Bernd Riemann       | GER  | alle + 0:27 min |
| 14    | Wilfried Peffgen    | GER  | alle + 0:27 min |
| 15    | Ole Højlund         | DEN  | alle + 0:27 min |
| 0 …   |                     |      |                 |

| Platz | Athlet               | Land | Zeit           |
| ----- | -------------------- | ---- | -------------- |
| 1     | Emīlija Sonka        | URS  | 1:44:37 h      |
| 2     | Galina Judina        | URS  | gl. Zeit       |
| 3     | Rosa Sels            | BEL  | gl. Zeit       |
| 4     | Marie-Rose Gaillard  | BEL  | alle 1:44:37 h |
| 5     | Elsy Jacobs          | LUX  | alle 1:44:37 h |
| 6     | Tamara Kutschinskaja | URS  | alle 1:44:37 h |
| 7     | Aino Puronen         | URS  | + 0:14 min     |
| 8     | Liliane Cleiren      | BEL  | + 0:14 min     |
| 0 …   |                      |      |                |

| Platz | Land    | Athleten                                                                       | Zeit (h) |
| ----- | ------- | ------------------------------------------------------------------------------ | -------- |
| 1     | Italien | Severino Andreoli/Luciano Dalla Bona/ Pietro Guerra/Ferruccio Manza            | 2:07:20  |
| 2     | Spanien | Juan García Such/José Ramón Goyeneche/ Ramón Sáez Marzo/Luis Pedro Santamarina | 2:11:07  |
| 3     | Belgien | René Heuvelmans/Roland De Neve/ Roland Van De Rijse/Albert Van Vlierberghe     | 2:11:11  |